# Bemböle

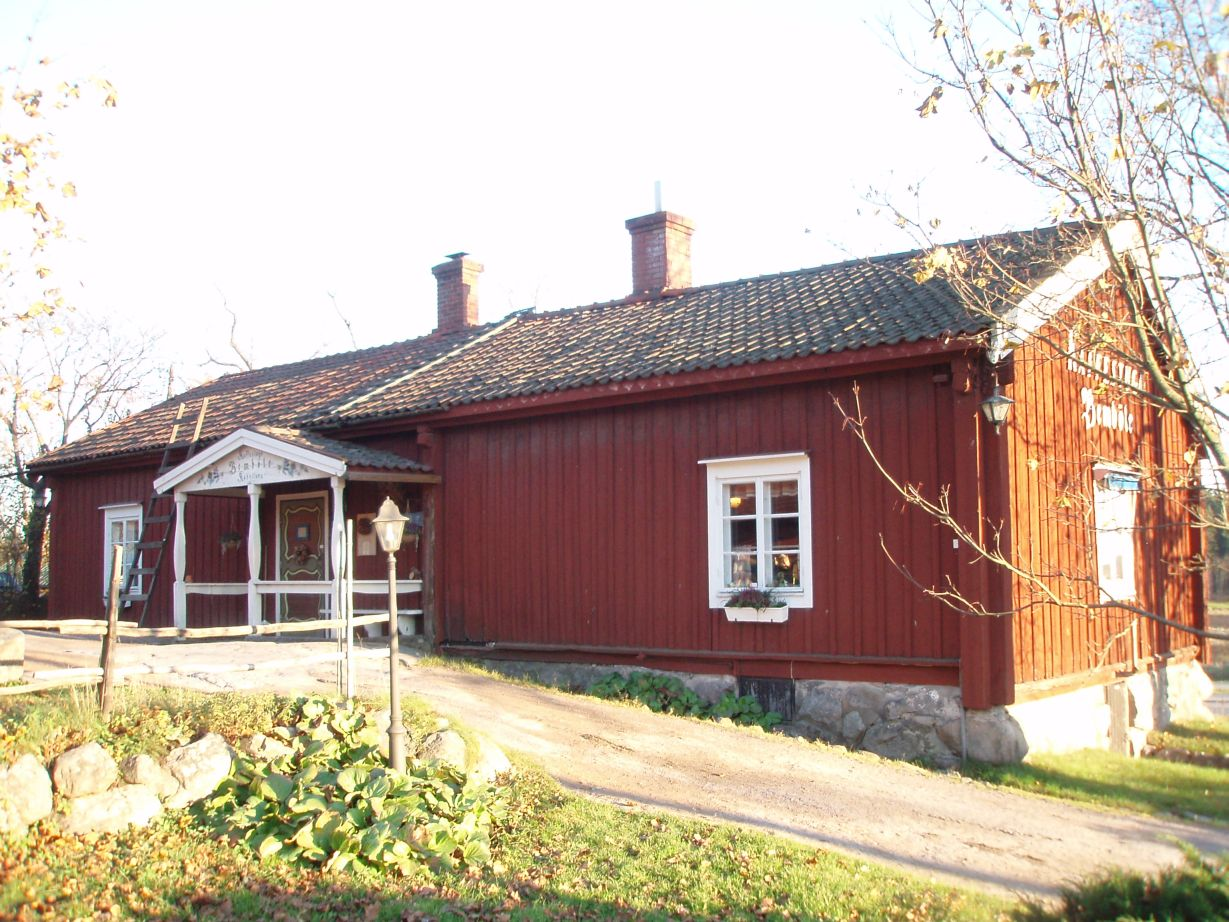
Bemböle kaffestuga, inhyst i Bells gårds storstuga, uppförd 1737. I huset har periodvis sedan 1700-talet bedrivits gästgiveri, då det befann sig fördelaktigt i en korsning mellan viktiga landsvägar och en lagom dagsresa från Helsingfors. Den är ännu idag en populär lunchrestaurang.

Bemböle [bemm-] är en by i Esbo som historiskt låg delvis i nuvarande stadsdelen Klappträsk, delvis i Träskända, och delvis i Karvasbacka i Esbo stad. Byn har inget annat namn på finska.

## Historia
Bemböle är en av de äldsta byarna i Esbo, och omnämns redan 1451 som Bænnebölebol. Bol var ett skattetekniskt begrepp, och omfattade vanligtvis ett antal byar som tillsammans mäktade med cirka 20 skattmarker. I Esbo fanns på 1400- och 1500-talen 5½ bol; Esboby bol, Köklax bol, Finnåvik bol, Gumböle bol, Gräsa halvbol och alltså Bemböle bol. Det har inte hittats arkeologiska belägg för att trakten skulle ha varit bebodd före 1200-talet, men pollenanalyser i närbelägna våtmarker antyder att ett visst åkerbruk skulle ha försiggått. Historikerna utgår för närvarande från att finska inbyggare, som man anser att tidigare funnits i begränsad omfattning i Köklax och Mäkkylä, skulle ha idkat svedje- och växelbruk i trakten, som utmarker.
Bemböle bol omfattade 1540 tio byar, och Bemböle by elva hemman; Backas, Bell, Juus, Kavall, Kosk, Makas, Ollas, Siis och Smeds, samt några vars namn har fallit i glömska. Senare uppstod ännu Gloms, Oitans, Karvasbacka, Träskända, Bodom, Skrakaby, Backby och Gunnars. Vid nuvarande Bells gård fanns den egentliga medeltida byn. En "satellitby" bestod ännu av Ers, Glims och Jorv hemman, tillsammans med tidigare nämnda Gloms och Karvasbacka. Bland de tidigaste skriftliga dokumenten finns en rågång mot Södrik 1472, och i slutet av 1400-talet diverse anteckningar om överlåtande av mark till prästgården. Bl. a har en Lasse Joansson 1492 skänkt prästgården garantier, och 1492 har prästgården också av "bolfaste män" erhållit rätt att idka fiske i Bodom träsk och det numera så gott som intorkade Kyrkträsket. Under 1600-talet har byn tidvis varit rätt fattig, och under Stora ofreden i början av 1700-talet var under flera år stora skaror av ryska trupper härbärgerade omkring Bemböle. Då de drog bort var den gamla bybacken så skövlad att "ingen husknut stod kvar". Under resten av 1700-talet byggdes den upp igen och utvecklades till den välmående bygd som den bördiga ådalen hade förutsättningar för. Prästgården och flera herrgårdar som uppstod gav arbete för duktiga hantverkare.

## Nutid
I dag har det förhållande som en gång var en av grogrunderna för byns blomstring; landsvägarna, blivit ett sakta kvävande gissel. I Bemböle möter den fyrfiliga motorvägen Åboleden den sexfiliga Ring III:an, utöver den Gamla Åbovägen, Kungsvägen, vägen mot Bodom och Finnåvägen söderut. I de små trianglar av slätmark som blivit mellan motorvägskorsningarna har småindustri etablerat sig, och diverse stormarknader, de största Ikea och K-Rauta. Några gårdar finns kvar: Fallåker, som hyser en ungdomsförening, känd för sina amatörteateruppsättningar, Glims, som fungerar som Glims gårdsmuseum, samt Ers och 
Gloms, som hör till de få gårdar i Esbo som ännu idkar jordbruk.

### Kuriosa
Bembölingarna har fått klä skott som de korkade lantisar som omtalas i en massa anekdoter, snarast som en översättning av det finska begreppet Hölmöläiset. (ungf. "Tokbyborna"). De gjordes bekanta av Zacharias Topelius, som i sina verk Finland framstäldt i teckningar (1845-52) och Boken om vårt land beskrev Bemböle och dess invånare. Det var han som lanserade Bemböle och Hölmölä som liktydiga begrepp. I skämtfablerna saknar bembölingarna förmågan att förstå enkla vardagliga omständigheter och gör därför allting på ett huvudlöst sätt, bl.a. bär de in solljus i stugan i säckar. Bembölesagorna ingår i den stora grupp skämtsagor om "enfaldigt folk" som sedan medeltiden är kända från flera håll i Europa.